# Kids' Choice Award al gruppo musicale preferito
Il Kids' Choice Award al gruppo musicale preferito (Favorite Music Group) è un premio assegnato annualmente ai Kids' Choice Awards, a partire dal 1994, al gruppo musicale preferito dai telespettatori del canale Nickelodeon.

## Albo d'oro

### Anni 1990
- 1994
  - Aerosmith
  - Shai
  - SWV
- 1995
  - Boyz II Men
  - All-4-One
  - TLC
- 1996
  - TLC
  - All-4-One
  - Boyz II Men
  - Green Day
- 1997
  - Fugees
  - Hootie & the Blowfish
  - Boyz II Men
  - TLC
- 1998
  - Hanson
  - Backstreet Boys
  - No Doubt
  - Spice Girls
- 1999
  - NSYNC
  - Backstreet Boys
  - Spice Girls
  - Dru Hill

### Anni 2000
- 2000
  - Backstreet Boys
  - *NSYNC
  - 98 Degrees
  - TLC
- 2001
  - Destiny's Child
  - Backstreet Boys
  - Baha Men
  - NSYNC
- 2002
  - Destiny's Child
  - Backstreet Boys
  - Dream
  - NSYNC
- 2003
  - B2K
  - Baha Men
  - Destiny's Child
  - NSYNC
- 2004
  - Outkast
  - B2K
  - Good Charlotte
  - No Doubt
- 2005
  - Green Day
  - The Black Eyed Peas
  - Destiny's Child
  - Outkast
- 2006
  - Green Day
  - Backstreet Boys
  - The Black Eyed Peas
  - Destiny's Child
- 2007
  - The Black Eyed Peas
  - Fall Out Boy
  - Nickelback
  - Red Hot Chili Peppers
- 2008
  - Jonas Brothers
  - Boys Like Girls
  - Fall Out Boy
  - Linkin Park
- 2009
  - Jonas Brothers
  - Daughtry
  - Linkin Park
  - Pussycat Dolls

### Anni 2010
- 2010
  - The Black Eyed Peas
  - Coldplay
  - Jonas Brothers
  - Linkin Park
- 2011
  - The Black Eyed Peas
  - Big Time Rush
  - Jonas Brothers
  - Lady Antebellum
- 2012
  - Big Time Rush
  - The Black Eyed Peas
  - Lady Antebellum
  - LMFAO
- 2013
  - One Direction
  - Big Time Rush
  - Bon Jovi
  - Maroon 5
- 2014
  - One Direction
  - Maroon 5
  - Macklemore & Ryan Lewis
  - OneRepublic
- 2015
  - One Direction
  - Coldplay
  - Fall Out Boy
  - Imagine Dragons
  - Maroon 5
  - OneRepublic
- 2016
  - Fifth Harmony
  - Fall Out Boy
  - Imagine Dragons
  - Maroon 5
  - One Direction
  - Pentatonix
- 2017
  - Fifth Harmony
  - The Chainsmokers
  - Maroon 5
  - OneRepublic
  - Pentatonix
  - Twenty One Pilots
- 2018
  - Fifth Harmony
  - The Chainsmokers
  - Imagine Dragons
  - Coldplay
  - Maroon 5
  - Twenty One Pilots
- 2019
  - Maroon 5
  - The Chainsmokers
  - Fall Out Boy
  - Imagine Dragons
  - Migos
  - Twenty One Pilots

### Anni 2020
- 2020
  - BTS
  - Fall Out Boy
  - Jonas Brothers
  - Maroon 5
  - Panic! at the Disco
  - The Chainsmokers
- 2021
  - BTS
  - Black Eyed Peas
  - Blackpink
  - Jonas Brothers
  - Maroon 5
  - OneRepublic
- 2022
  - BTS
  - Black Eyed Peas
  - Florida Georgia Line
  - Jonas Brothers
  - Maroon 5
  - Migos

- 2023
  - BTS
  - 5 Seconds of Summer
  - Black Eyed Peas
  - Blackpink
  - Imagine Dragons
  - OneRepublic
  - Panic! at the Disco
  - Paramore
- 2024
  - Imagine Dragons
  - Black Eyed Peas
  - Coldplay
  - Jonas Brothers
  - Maroon 5
  - NSYNC

## Statistiche e record
Gruppi musicali con più premi
4 premi
- BTS

3 premi
- The Black Eyed Peas
- One Direction
- Fifth Harmony

2 premi
- Destiny's Child
- Green Day
- Jonas Brothers

Gruppi musicali con più candidature
8 candidature
- Maroon 5

7 candidature
- The Black Eyed Peas

6 candidature
- Backstreet Boys
- Fall Out Boy

5 candidature
- Destiny's Child
- Imagine Dragons
- Jonas Brothers